# Museo Vasa
Il Museo Vasa a Stoccolma, Svezia, si trova sull'isola di Djurgården ed espone una nave del XVII secolo rimasta intatta, la Regalskeppet Vasa (anche solo Vasa), un galeone svedese ornato in modo elaborato che affondò durante il suo viaggio inaugurale nell'agosto del 1628.

## La nave
Il vascello era una delle navi più grandi del suo tempo, lunga 62,00 metri e con una stazza di 1.200 tonnellate; aveva tre alberi, era in grado di portare dieci vele ed era dotato di 64 cannoni. Sarebbe stato probabilmente utilizzato contro la Confederazione polacco-lituana, che in quell'epoca era la nemica principale della Svezia.
Poco prima del varo, in verità, il capitano nutrí qualche dubbio sulla capacità della nave di gestire il rollio laterale. Per questo motivo ordinò a 30 uomini di percorrere di corsa e ripetutamente il ponte del vascello da un lato all'altro. Nonostante questa prova avesse dimostrato l'instabilità della nave, per ordine del re che aveva investito parecchie risorse nella sua costruzione, fu costretto a salpare ugualmente. Dopo nemmeno 1000 m di navigazione la nave fu investita da un'onda laterale che la fece rovesciare su di un fianco procurandone l'affondamento.

### Il restauro
Dopo che la Vasa, recuperata dal bacino dove era affondata, fu rimorchiata nei cantieri navali di Stoccolma nell'aprile del 1961, venne costruita un'apposita struttura galleggiante, utilizzata per il trattamento di conservazione ma anche equipaggiata con due livelli di osservazione per i visitatori lungo le fiancate.
Insieme alla nave sono stati recuperati migliaia di oggetti, tra cui le ossa di numerosi uomini della ciurma, i loro oggetti personali e l'equipaggiamento di bordo. Particolarmente significativo è stato il recupero delle sei vele non spiegate al momento del varo, che nel loro stato di conservazione sono uniche al mondo.

## Il museo
Nel 1981 il governo svedese ha deciso la costruzione di un museo permanente. Alla gara hanno partecipato 384 architetti e la commissione incaricata ha scelto il progetto di Göran Månsson e Marianne Dahlbäck. 
Il Museo Vasa fu inaugurato nel giugno del 1990 e, secondo quanto dichiarato nel sito web ufficiale, è il museo più visitato della Scandinavia.
Ormeggiata a fianco del museo è presente la nave rompighiaccio Sankt Erik.

## Galleria d'immagini

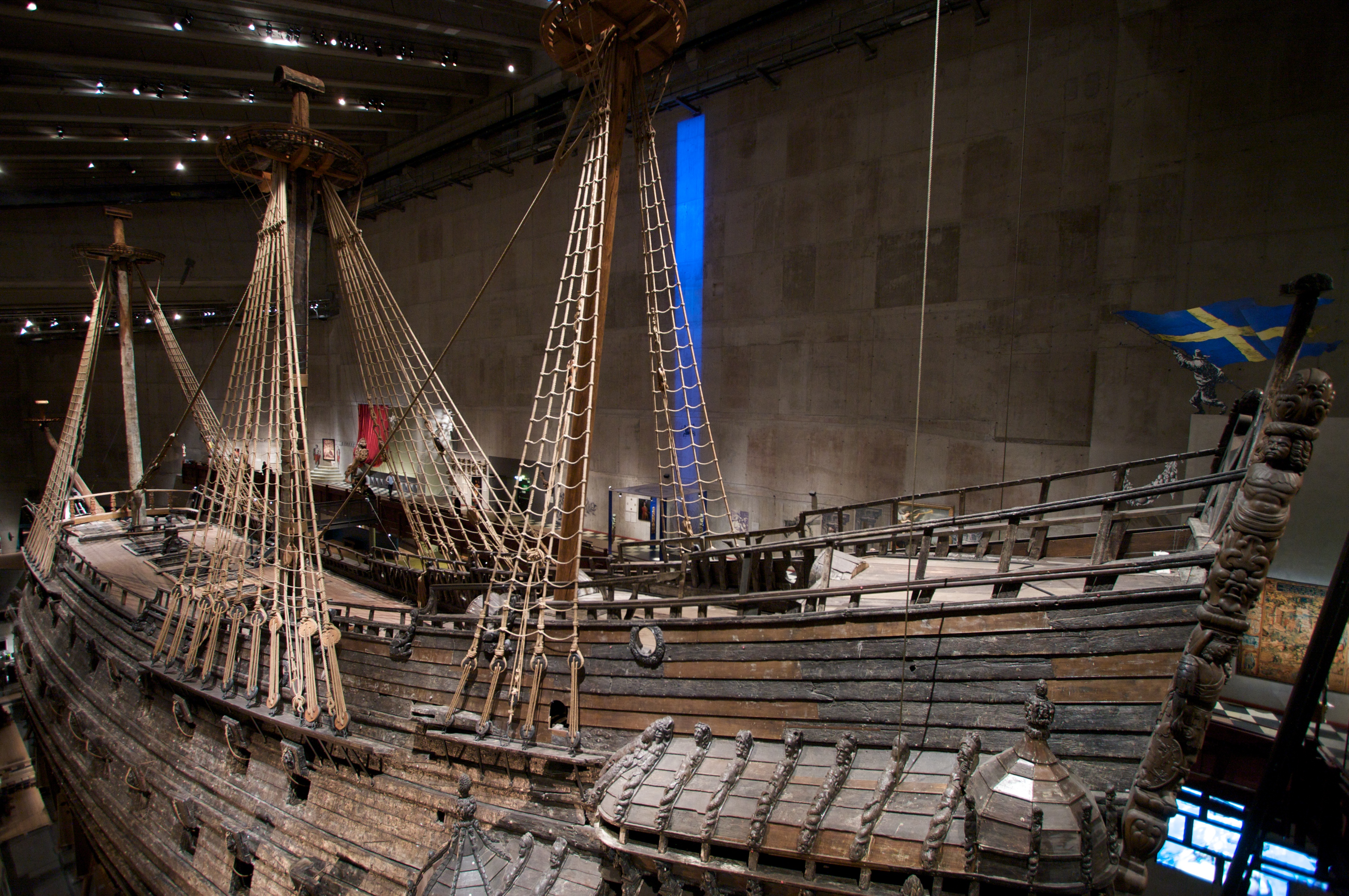
Veduta del galeone Vasa dalla passerella accessibile al pubblico
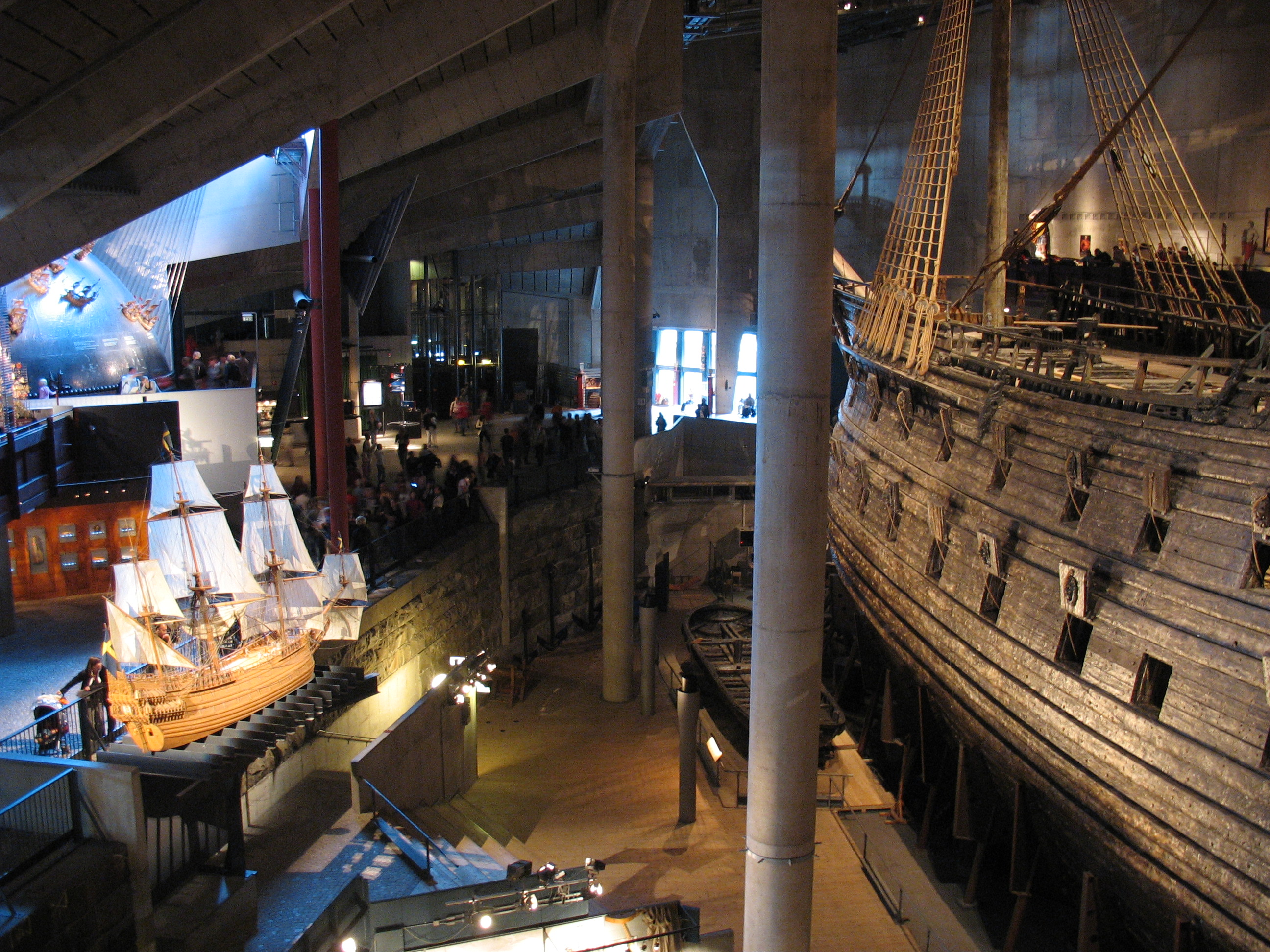
L'interno del museo con il modellino in scala della Vasa
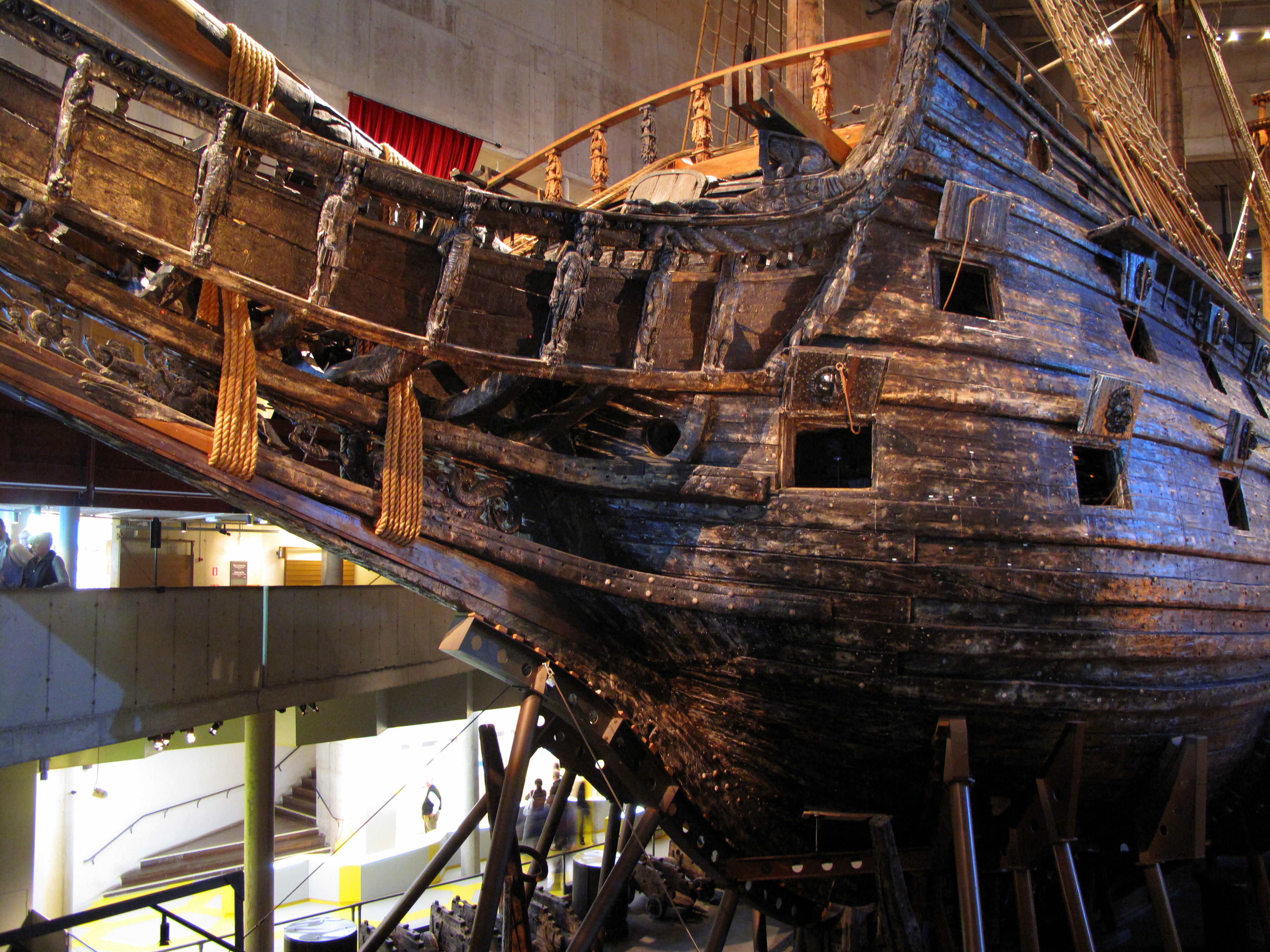
Veduta della prua della Vasa
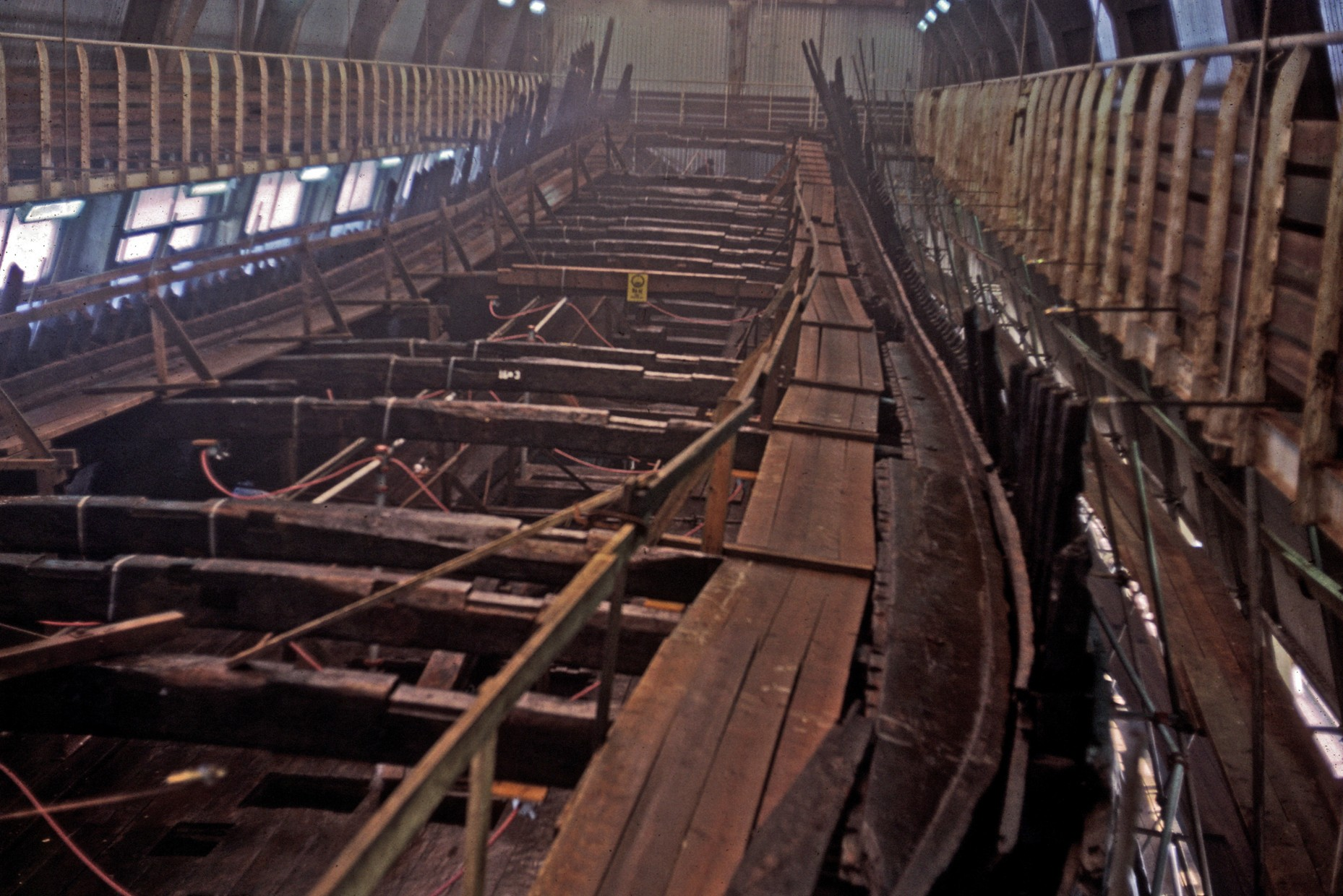
L'interno della Vasa durante i lavori di preservazione del legno nel 1965